# Rede Integrada de Transporte

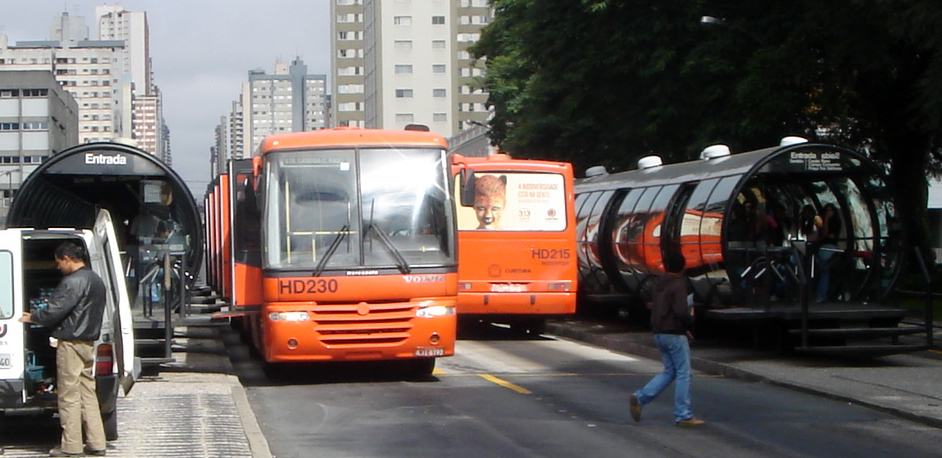
Autobuses biarticulados en las estaciones de tubo distintivas de Curitiba.

La Rede Integrada de Transporte (conocida por sus siglas RIT) (en español Red Integrada de Transporte) es un sistema de transporte tronco-alimentado de autobús en carriles exclusivos de la ciudad de Curitiba, en Brasil, Fue el primer sistema de autobús de tránsito rápido implantado en el mundo.
La Red Integrada de Transporte de Curitiba tiene como espina dorsal de su funcionamiento 72 km de vías exclusivas para autobuses que recorren los 5 principales ejes de la ciudad y que constituye las denominadas líneas rápidas (Expresso Biarticulado) cuyas estaciones son fácilmente identificables por su forma de tubo. El conjunto de la red abarca además de la ciudad de Curitiba, otros municipios conurbados de la Región Metropolitana: São José dos Pinhais, Pinhais, Colombo, Piraquara e Rio Branco do Sul, Almirante Tamandaré, Fazenda Rio Grande, Campo Largo, Campo Magro, Araucária, Contenda, Itaperuçu y Bocaiúva do Sul. El sistema que es usado por el 85% de la población de la ciudad y sirvió de modelo para los sistemas de varias ciudades de Brasil, el TransMilenio de Bogotá, el MIO de Cali, el Trolebús, la Ecovía y el Metrobus-Q de Quito, la Metrovía de Guayaquil, el Metropolitano de Lima, el Transantiago en Santiago, la Orange Line en Los Ángeles y el Metrobús de la Ciudad de México, así como de los futuros sistemas de transporte de la ciudad de Arequipa, Panamá, el SIT en León Guanajuato (Pionero en México) y el Transmetro de la Ciudad de Guatemala.

## Historia

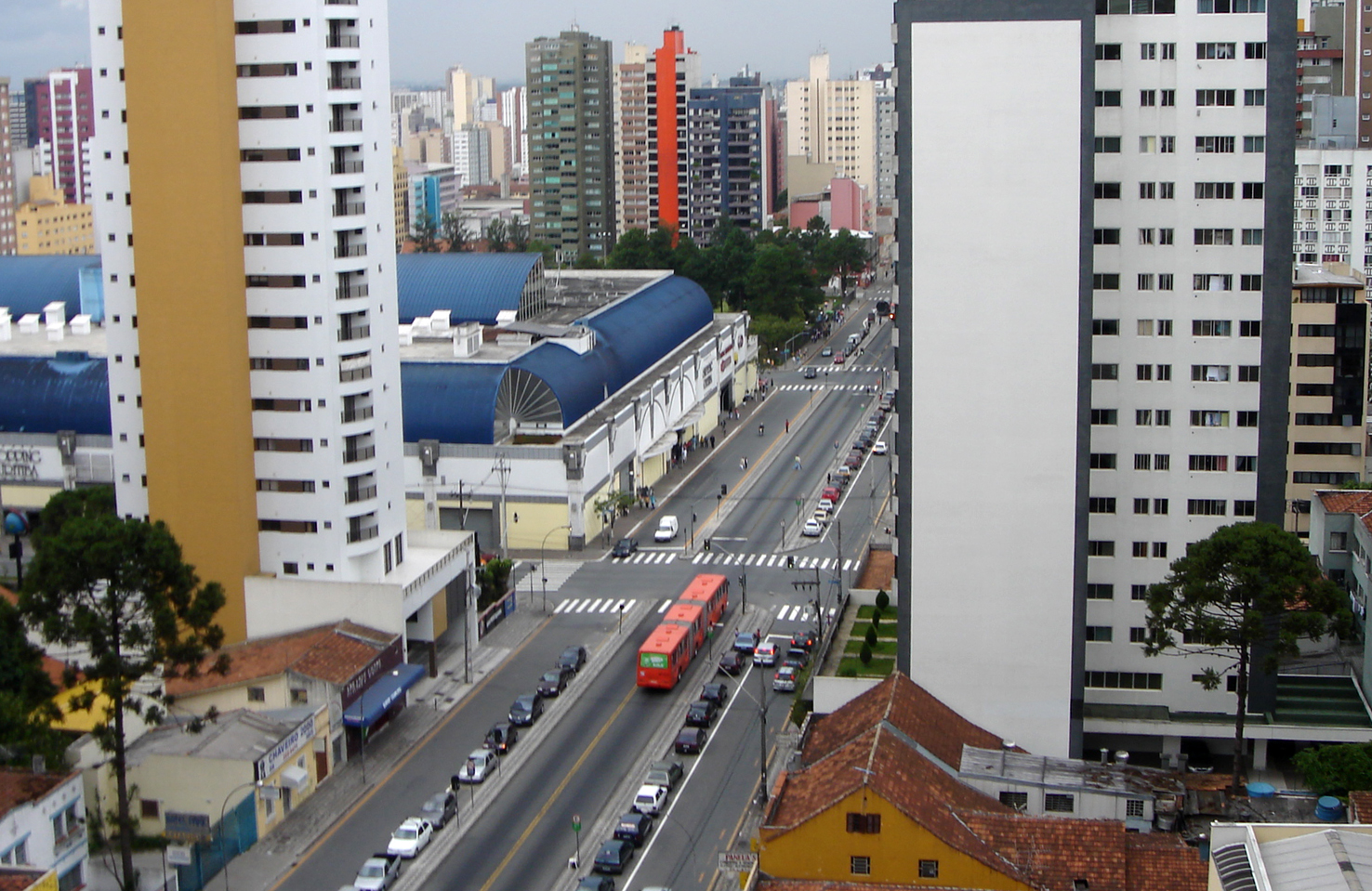
Autobús biarticulado en la vía exclusiva. Se observa la alta densidad del corredor inducida por el uso del suelo regulado para implantar la RIT.

En la década de 1960 la población de Curitiba se infló hasta los 430.000 habitantes, y se temía que el aumento de población amenazara drásticamente el carácter de la ciudad. En 1964, el alcalde Ivo Arzua solicitó propuestas para el planeamiento urbano. El arquitecto Jaime Lerner, que más tarde se convertiría en alcalde de la ciudad, dirigió un equipo de la Universidad Federal de Paraná que propuso una reducción del tráfico en el centro de la ciudad y un sistema de transporte público práctico y accesible. Fue inaugurada en 1974, pero no fue hasta 1980 cuando se completo todo el tramo.
En la década de 1980 la red de transporte fue creada, permitiendo unir cualquier punto de la ciudad pagando una única tarifa.
Este plan, conocido como Plan General de Curitiba, fue aprobado en 1968. Así, de esa manera, Jaime Lerner cerró la calle XV de Novembro a vehículos ya que contaba ya con un gran tráfico peatonal. El plan proponía un nuevo diseño de calle que minimizaba el tráfico: el sistema trinario de vías. La calzada se dividía transversalmente en tres zonas: dos calzadas exteriores, cada una para un sentido de circulación, para el tráfico general que flanqueaban a una calzada central, de doble sentido con dos carriles, reservada exclusivamente para la circulación de autobuses. Cinco de estas calles presentan una disposición radial que converge en el centro de la ciudad. Las zonas más alejadas de estos ejes están reservadas para zonas residenciales de baja densidad y así no aumentar la densidad del tráfico en las áreas alejadas de los ejes principales. Finalmente las zonas inundables fueron calificadas como no urbanizables y se convirtieron en parques.

## Tipos de servicio

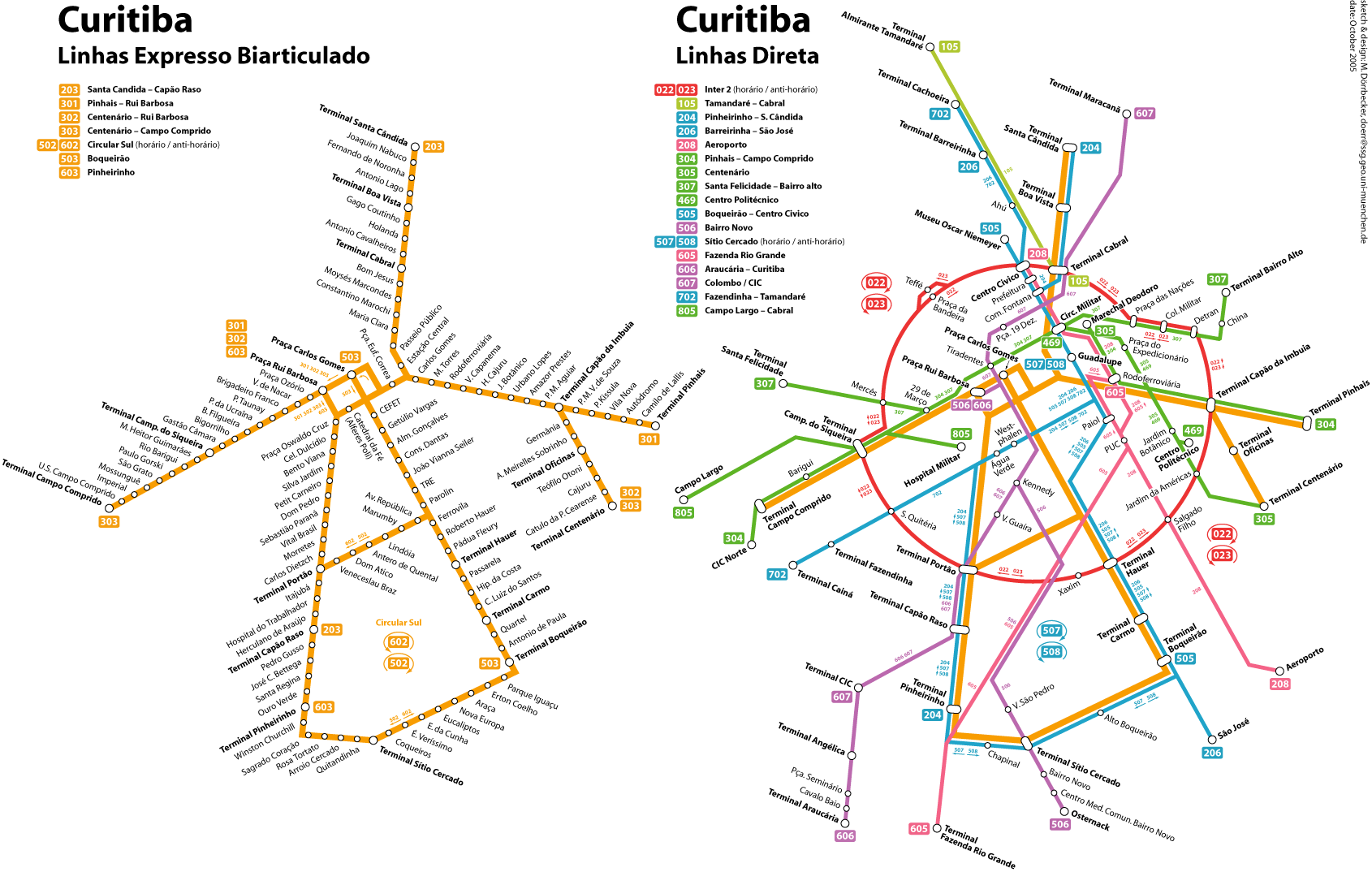
Plano de la red.

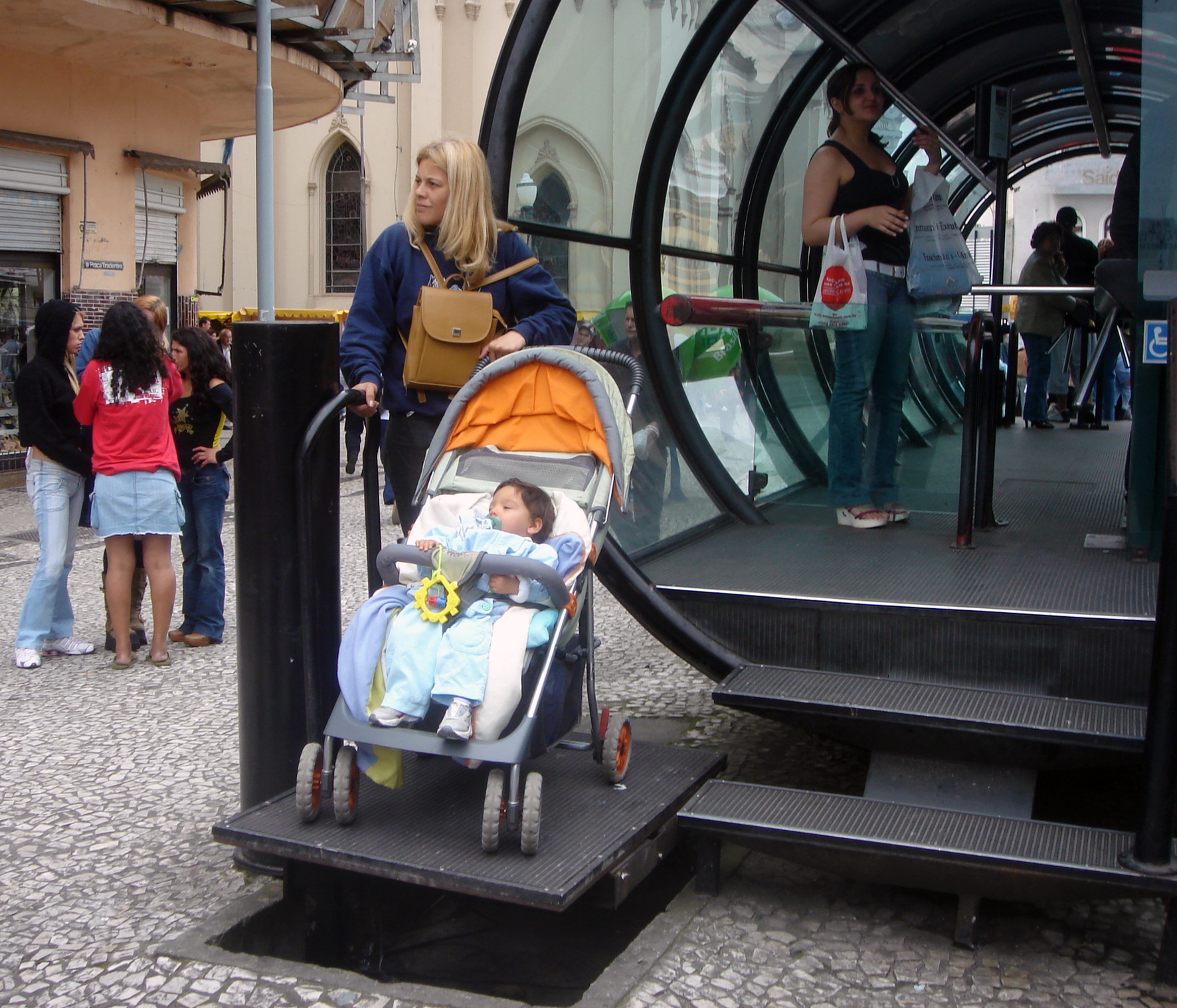
El sistema RIT cuenta con accesibilidad universal.

- Líneas rápidas (Expresso Biarticulado): servicios operados por autobuses de alta capacidad de tres secciones (biarticulados), que emplean las plataformas reservadas recorriendo los cinco ejes principales que irradian del centro de la ciudad: Boqueirão, Norte, Sur (Sul), Este (Leste) y Oeste. Se pueden considerar como un sistema de metro en superficie debido a su velocidad, frecuencia y capacidad. Emplean como identificador el color rojo y el acceso a los autobuses se realiza gracias a unas plataformas elevadas con forma de tubo (estaciones-tubo de las cuales en toda la RIT hay 351), adaptadas a personas con movilidad reducida. El acceso a estas marquesinas sólo se puede realizar previo pago de la tarifa y su diseño facilita enormemente la subida y bajada de viajeros.

- Líneas directas rápidas (Ligeirao Azul): servicios operados por autobuses que cuentan con las mismas características que el Expresso. La principal diferencia que posee es la de ofrecer un servicio más rápido al del Expresso, ya que cuenta con un menor número de paradas. Opera en los ejes estructurales desde el centro hasta Boqueirão y la Línea Verde.

- Líneas entre barrios (Interbairros): trayectos realizados por autobuses de color verde que unen puntos fuera del centro de la ciudad. Las líneas 1 y 2 rodean el centro, siendo la segunda de mayor radio. Las líneas de la 3 a la 6 son importantes conexiones entre algunos barrios.

- Líneas directas (Linha Direta): son denominados normalmente como ônibus ligerinho (autobús rápido) y constituyen el enlace más rápido entre dos puntos de la ciudad cubriendo largas distancias con pocas paradas. Emplean esquema de color gris plateado y conectan con las estaciones de los autobuses expresos biarticulados. La red de Curitiba fue pionera en la implantación de este tipo de servicios rápidos. Entre los servicios que prestan cabe distinguir las Radiales (Radiais) que unen el centro con los barrios, las que comunican dos puntos de la ciudad sin pasar por el centro y las Metropolitanas que unen ciudades de la Región Metropolitana de Curitiba.

- Líneas alimentadoras (Alimentador): son líneas de autobús locales correspondientes al esquema naranja. Unen las terminales de pasajeros con los barrios de la ciudad, proporcionando pasajeros al resto de líneas.

- Líneas circulares del centro(Circular Centro): líneas servidas por microbuses blancos que dan vueltas al centro de la ciudad y son usados para ir rápidamente de un punto a otro de esta zona.

- Líneas convencionales (Convencional): servicios realizados por autobuses de color amarillo sin constituir una red integrada y que unen el centro de la ciudad con los barrios de forma radial. También se distinguen además de las líneas convencionales no integradas, otros servicios dentro de este tipo que unen puntos opuestos de la ciudad a los que se denominan Convencionales Radiales Integradas (Convencionais Radiais Integradas) o Troncales (Troncais).

- Interhospitalarias (Interhospitais): servicio desempeñado por autobuses espaciales con acceso para personas de movilidad reducida que unen los principales centros hospitalarios de la ciudad.

- Línea turística (Linha turismo): servicios que recorren los principales centros turísticos de la ciudad. El pago de su tarifa (R$ 15,00) permite hasta descender y montar en el autobús cinco veces.

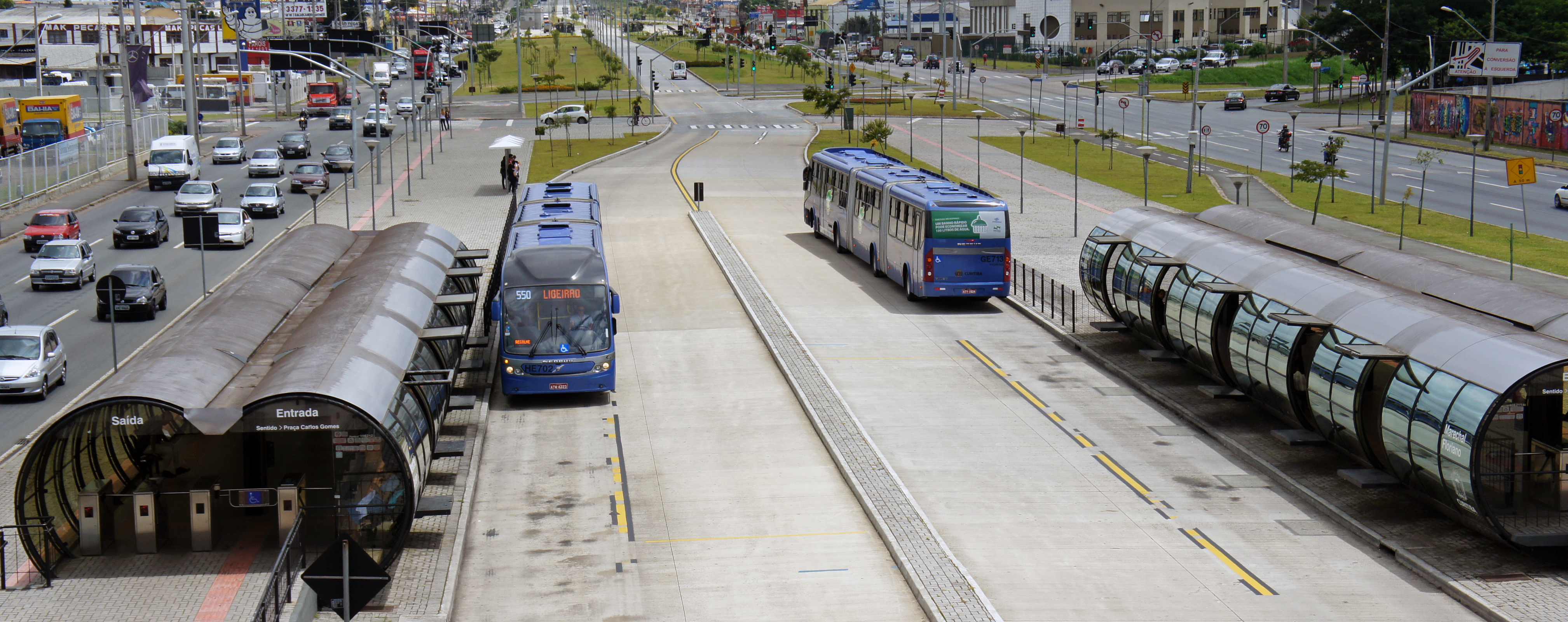
Buses biarticulados expresos (ligeirão) operados a biodiésel de soya (B100) de la Línea Verde (Línea 550) en la Estación Marchal Floriano. En la Línea Verde las estaciones tienen dos carriles adicionales para permitir el rebase de los buses que están detenidos en las estaciones de tubo.

## Flota de autobuses

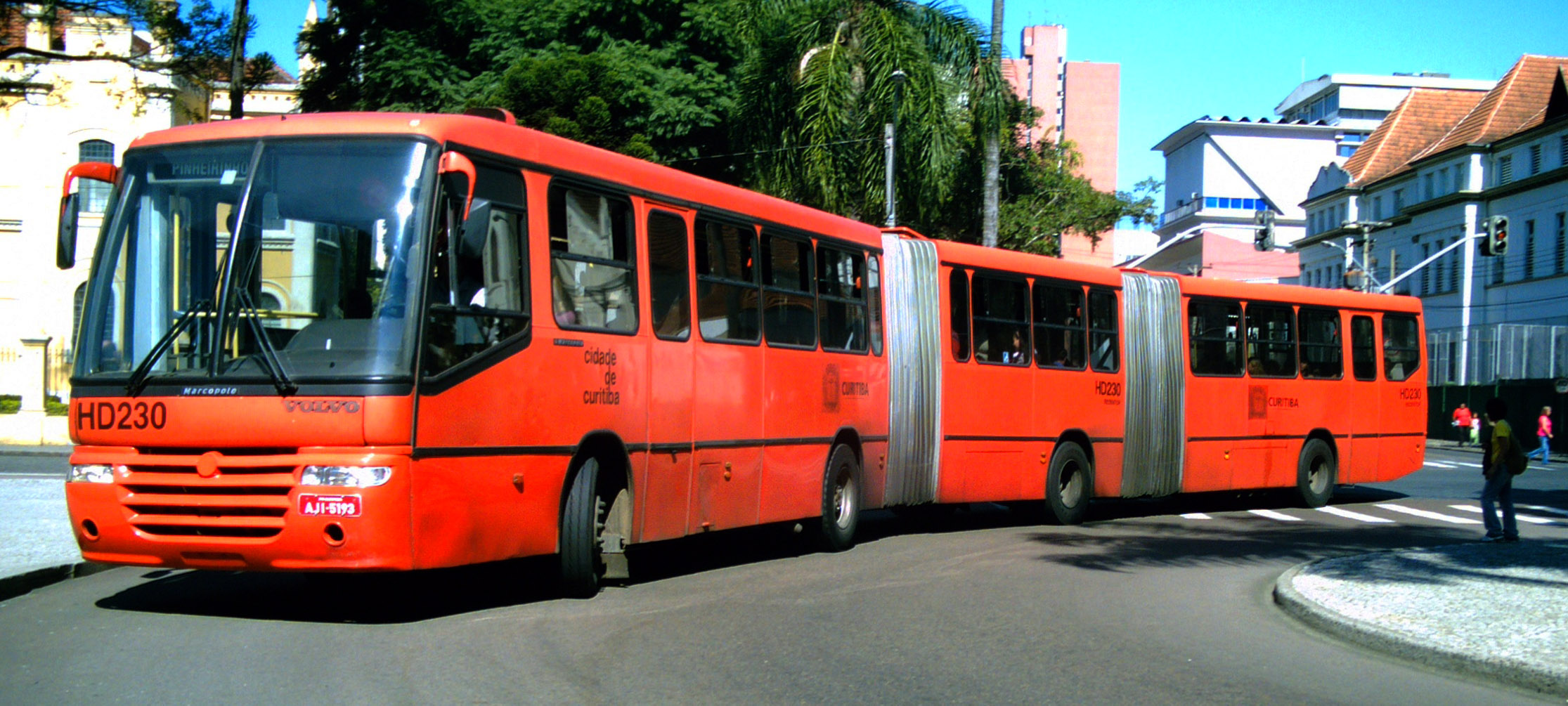
Expresso biarticulado

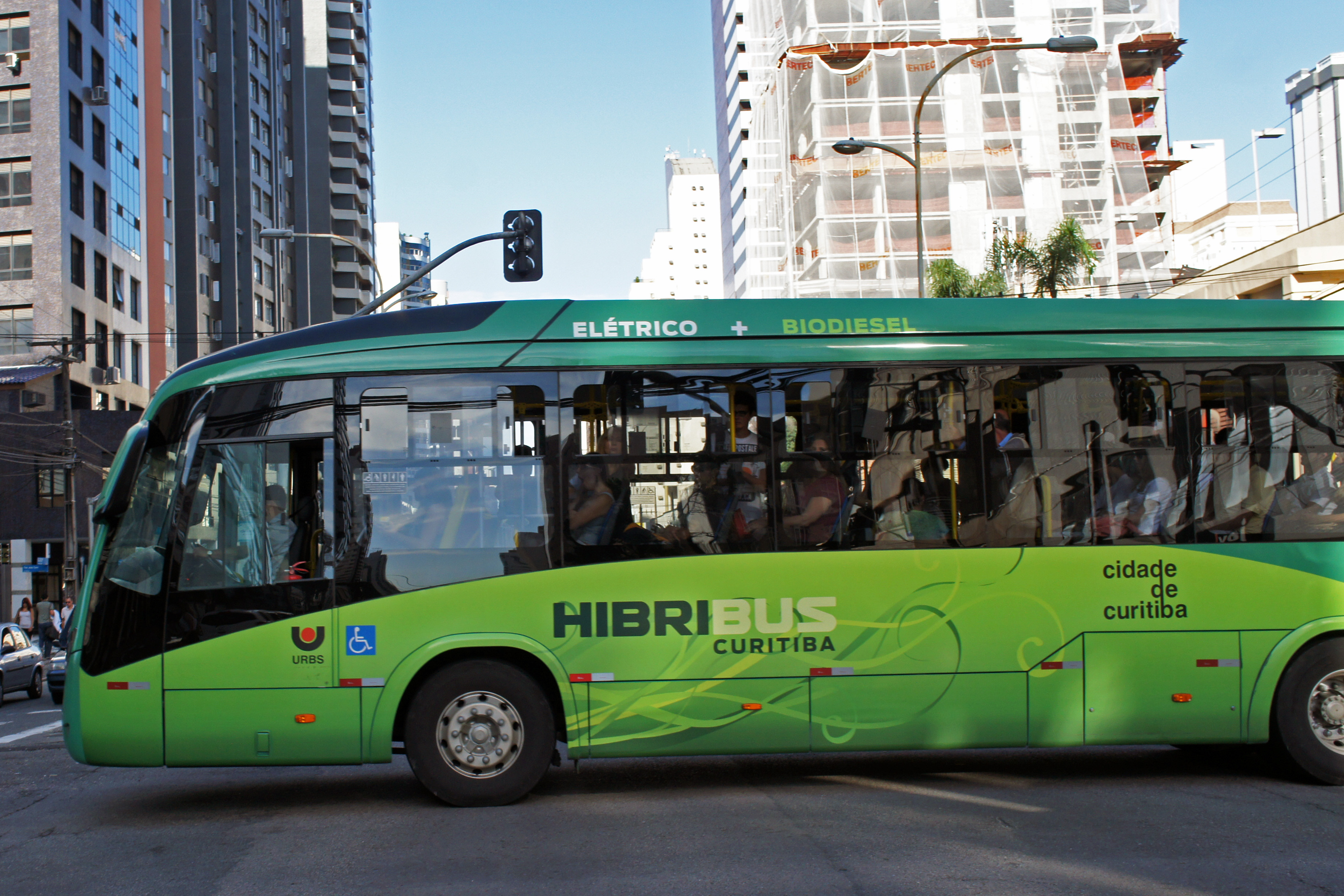
Autobús híbrido biodiésel-eléctrico fabricado por la Volvo en Brasil que opera prestando servicio alimentador en la RIT.

La flota de la Red Integrada de Transporte asciende a 2160 autobuses de varios tipos. A éstos hay que añadir otros 370 autobuses de la red no integrada pero que también prestan servicio en la Región Metropolitana de Curitiba. Los distintos tipos que cubren las diferentes necesidades de la red son:
- Autobuses biarticulados (tres secciones) de 25 o 28 metros de longitud y capacidad para unos 270 pasajeros. Disponen de cinco puertas en el costado derecho adaptadas a la altura de los andenes de las estaciones tubo. Operan las líneas rápidas (Expresso Biarticulado).

- Autobuses articulados (dos secciones). Disponen de una capacidad aproximada para 160 pasajeros. Se encargan de prestar servicio en algunas líneas alimentadoras (Alimentador); Troncales o Convencionales Integradas Radiales (Troncais o Convencionais Integradas Radiais); y en las líneas 2, 3, 4 y 5 de los servicios entre barrios (Interbairros).

- Autobuses convencionales (Padron) con capacidad para 80 pasajeros. Presentan diferente diseño según la línea en la que prestan servicio. Los de las líneas alimentadoras y convencionales (tanto en convencionales no integradas como troncales) presentan tres puertas en el lado derecho. Los que operan en las líneas directas (Linha Direta) presentan también tres puertas en el lado derecho, dos adaptadas a la altura de las estaciones tubo por medio de rampas y una adicional a la altura de la calzada. También son empleados en las líneas 1 y 6 de los servicios entre barrios (Interbairros).

- Microbuses con capacidad para unas 40 personas. Prestan servicio en líneas convencionales no integradas y en las circulares del centro (Circular Centro). Estos últimos no presentan asientos.

- Vehículos especiales con acceso para personas de movilidad reducida empleados en las líneas interhospitalarias (Interhospitais)

- Jardineras o autobuses turísticos con grandes ventanillas panorámicas.

## Terminales de integración
La Red Integrada de Transporte dispone de 21 terminales urbanas y otras 7 metropolitanas donde se pueden realizar transbordo de unas líneas a otras sin pagar una nueva tarifa. Suelen disponerse en las líneas rápidas y ofrecen gran flexibilidad a los viajeros.
Terminales urbanas
- Bairro Alto
- Barreirinha
- Boa Vista
- Boqueirão
- Cabral
- Cachoeira
- Campina do Siqueira

- Campo Comprido
- Capão da Imbuia
- Capão Raso
- Carmo
- Centenário
- CIC
- Fazendinha
- Tatuquara

- Hauer
- Pinheiriho
- Portão
- Santa Cândida
- Santa Felicidade
- Sitio Cercado
- Vilas Oficinas

Terminales metropolitanas:
- Almirante Tamandaré
- Angélica
- Araucária
- Cainá
- Maracanã
- Pinhais
- São José dos pinhais

## Otros proyectos
- Wikimedia Commons alberga una categoría multimedia sobre Rede Integrada de Transporte.

- Datos: Q168744
- Multimedia: Rede Integrada de Transporte / Q168744